# Brokenhearted
Brokenhearted – jest to piąty singel brytyjskiego zespołu muzycznego Lawson z reedycji ich debiutanckiego albumu studyjnego Chapman Square, wydany 7 lipca 2013 roku w Wielkiej Brytanii. Twórcami tekstu są Andy Brown, Ki Fitzgerald, Paddy Dalton, Duck Blackwell oraz Bobby Ray Simmons, Jr., a producentem Harry Sommerdahl.

## Teledysk
Teledysk miał swoją premierę 27 maja roku, a jego reżyserem jest Declan Whitebloom. Klip przedstawia tajemniczą dziewczynę, która pragnie zapomnieć o swoim byłym chłopaku, granego przez jednego z członków zespołu (Andy'ego Browna). Dziewczyna trafia na koncert grupy, której towarzyszy raper B.o.B.

## Format wydania
Digital download
1. "Brokenhearted" (ft. B.o.B) – 3:29

Digital download - EP
1. "Brokenhearted" (No rap version) - 3:20
2. "Brokenhearted" (Acoustic) - 3:29
3. "Brokenhearted" (Steve Smart & Westfunk Radio Edit) - 2:49
4. "Brokenhearted" (Seamus Haji Radio Edit) - 3:28
5. "Brokenhearted" (Queenie & Duke Remix) - 3:47
6. "Don't You Worry Child" (Live) - 5:23

7" vinyl
1. "Brokenhearted" (ft. B.o.B) - 3:30
2. "Brokenhearted" (Seamus Haji Radio Edit) - 3:27

## Pozycje na listach
| Lista                              | Najwyższa pozycja |
| ---------------------------------- | ----------------- |
| Irlandia (IRMA)                    | 12                |
| Szkocja (OCC)                      | 5                 |
| Węgry (Rádiós Top 40)              | 40                |
| Wielka Brytania (UK Singles Chart) | 6                 |